# Избори за народне посланике Краљевине Југославије 1935.
Избори из 1935. или Петомајски избори су били избори за народне посланике у Народну скупштину Краљевине Југославије.
Избори су одржани 5. маја 1935. године. Главна изборна трка је вођена између Владине листе др Богољуба Јевтића и листе Удружене опозиције др Влатка Мачека. Избори из 1935. су били први демократски избори по укидању шестојануарске диктатуре у Краљевини Југославији.

## Резултати избора
На изборима из 1935. године гласало је 73,2% од 3.908.313 уписаних бирача. Изборни резултати су били следећи:
| Земаљске кандидатске листе                           | Земаљске кандидатске листе                           | Гласови   | Гласови   | Посланици | Посланици |
| ---------------------------------------------------- | ---------------------------------------------------- | --------- | --------- | --------- | --------- |
| Југословенска национална странка - др Богољуб Јевтић | Југословенска национална странка - др Богољуб Јевтић | 1.748.024 | 60,65%    | 303       | 81,89%    |
| Удружена опозиција - др Влатко Мачек                 | Удружена опозиција - др Влатко Мачек                 | 1.075.389 | 37,32%    | 67        | 18,11%    |
| Божидар Максимовић                                   | Божидар Максимовић                                   | 32.797    | 1,14%     | 0         | 0%        |
| Југословенски народни покрет Збор - Димитрије Љотић  | Југословенски народни покрет Збор - Димитрије Љотић  | 25.705    | 0,89%     | 0         | 0%        |
| Укупно                                               | Укупно                                               | 2,881.915 | 2,881.915 | 370       | 370       |

## Цензус
На изборима је био цензус од 40.000 гласова да би носилац био народни посланик.